# Motorpsycho Nitemare
«Motorpsycho Nitemare» es una canción del músico estadounidense Bob Dylan, publicada en el álbum de estudio Another Side of Bob Dylan. La canción está basada en parte en el largometraje de Alfred Hitchcock Psicosis y también hace referencia a la película de Federico Fellini La dolce vita.

## Historia
El título y la letra de la canción hace referencia a la película de suspense Psicosis de Alfred Hitchcock, estrenada en 1960. La canción es una parodia que también se inspira en chistes sobre vendedores ambulantes, donde el personaje principal se presenta en una casa de campo en busca de un lugar para pasar la noche, solo para ser atraído por la tentación de la hija del granjero. Dylan se casa con los argumentos básicos de la película y bromea para crear una historia humorística con un punto político.
En la apertura de «Motorpsycho Nitemare», el narrador llega a la puerta de la casa después de un viaje largo, solo para ser recibido por un agricultor con un arma en la mano. Al principio, el agricultor acusa al narrador de ser un vendedor ambulante, pero él lo niega y dice ser un médico. Tras convencer al granjero, es bienvenido para pasar la noche a condición de que no toque a Rita, la hija del granjero, y que «por la mañana, ordeñe la leche». A mitad de la noche, sin embargo, Rita entra a hurtadillas para «mirar al doble de Anthony Perkins», actor que interpretó al asesino en Psicosis. Ella invita al narrador a darse una ducha, pero él se niega y dice que «había pasado por la película antes».
El pasaje se refiere a la escena en la película de Hitchcock donde la protagonista femenina es apuñalada hasta la muerte mientras se da una ducha en su cuarto de hotel. Aun queriendo huir pero sintiéndose obligado a quedarse para ordeñar la vaca, tal y como prometió, el narrador grita una de las cosas más ofensivas que se le ocurren: que le gusta Fidel Castro y su barba. Enfurecido, el granjero lo persigue a disparos y lo acusa de ser «un doctor antipatriota y una rata comunista».
Durante la época de su publicación original, con el apogeo de la Guerra Fría con la antigua Unión Soviética, el comunismo fue considerado la principal amenaza de la Nación, y Castro, que creó un gobierno comunista en Cuba a finales de la década de 1950, estaba entre los principales enemigos del país. El narrador escapa, Rita consigue un trabajo en un motel, y el agricultor se encuentra a la espera de que el narrador acabe en manos del FBI. Al final de la canción, el narrador considera que «sin libertad de expresión, podría estar en el pantano». 
Dylan nunca interpretó «Motorpsycho Nitemare» en directo.